# Тибетские авиалинии

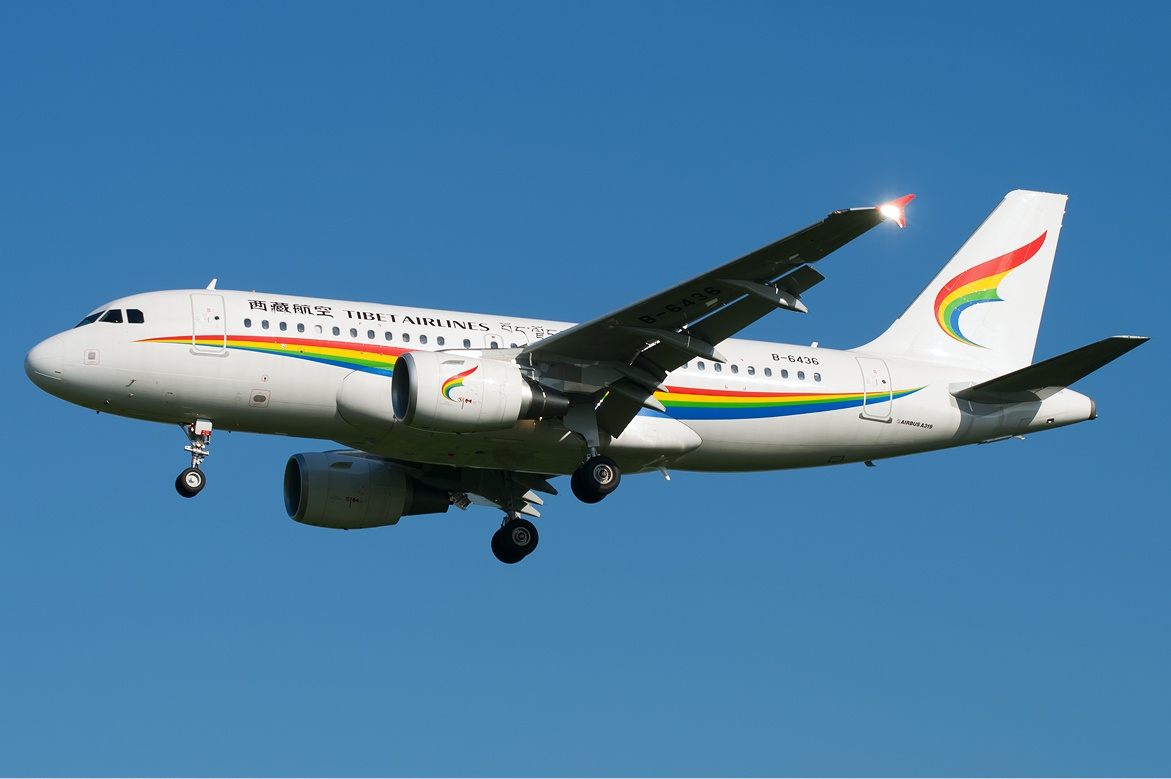
Airbus A319 авиакомпании

Тибетские авиалинии (Tibet Airlines, кит. 西藏航空公司, пиньинь Xīzàng Hángkōng Gōngsī, палл. Сицзан Ханкун Гунсы, тиб. བོད་ལྗོངས་མཁའ་འགྲུལ། (bod ljongs mkha' 'grul)) — первая авиакомпания Тибета, которая базируется в городе Лхаса, совершая полёты из аэропорта Гонггар (Лхаса). 

## История
Tibet Airlines была утверждена Управлением Гражданской Авиации Китая (CAAC) в марте 2010 года. В распоряжении компании было выдано три Airbus A319 с планами по мере развития компании расширить парк самолётов. 26 июля 2011 года открылся первый рейс от аэропорта Гонггар (Лхаса) на Нгари Гунса. К концу 2011 планировались рейсы на Пекин и Шанхай.
Авиакомпания объявила о планах организации прямых рейсов в Европу в 2015—2016 годах. В феврале 2011, газета Times of India сообщила о намерениях компании начать перелёты в Индию и страны юго-восточной Азии.
Также у авиакомпании имеются управления в Лхаса и в Чэнду.

## Направления рейсов
Tibet Airlines по состоянию на апрель 2013 обслуживает следующие пункты назначения в Китае:
- Пекин — международный аэропорт Шоуду
- Чэнду — международный аэропорт Чэнду Шуанлю
- Чунцин — Цзянбэй
- Голмуд — аэропорт Голмуд
- Гуйян — международный аэропорт Гуйян Лундунбао
- Ханчжоу — международный аэропорт Ханчжоу Сяошань
- Ланьчжоу — аэропорт Ланьчжоу Чжунчуань
- Лхаса — аэропорт Гонггар (Лхаса)
- Мяньян — аэропорт Мяньян Наньцзяо
- Нанкин — международный аэропорт Нанкин Лукоу
- Ньингчи — аэропорт Ньингчи Мэнлинг
- Чамдо — аэропорт Бамда
- Шанхай — международный аэропорт Шанхай Хунцяо
- Шэньчжэнь — международный аэропорт Шэньчжэнь Баоань
- Шигадзе — аэропорт Мира Шигадзе
- Шицюаньхэ (Нгари) — аэропорт Нгари Гунса
- Тайюань — международный аэропорт Тайюань Усу
- Тяньцзинь — международный аэропорт Тяньцзинь Биньхай
- Сямынь — международный аэропорт Сямынь Гаоци
- Синин — аэропорт Синин Цаоцзябао
- Ибинь — аэропорт Ибин Цайба
- Иньчуань — международный аэропорт Иньчуань Хэдун
- Юйшу (Цинхай) — аэропорт Юйшу Батан

## Флот
В июле 2021 года воздушный флот авиакомпании Tibet Airlines составляли следующие самолёты:

## Происшествия и катастрофы
12 мая 2022 года авиалайнер Airbus A319-115(WL) авиакомпании Tibet Airlines, вылетавший из Чунцина в Ньингчи, при разбеге по взлётно-посадочной полосе выкатился за её пределы и загорелся. На его борту находились 122 человека (113 пассажиров и 9 членов экипажа), все они были эвакуированы, сообщалось о нескольких десятках раненых.